# 라자 하리샨드라
라자 하리샨드라(King Harishchandra, Raja Harishchandra)는 인도에서 제작된 던디라이 고빈드 팔케 감독의 1913년 영화이다. 던디라이 고빈드 팔케 등이 제작에 참여하였다.
무성 영화이며 하리쉬찬드라의 전설에 기반을 둔다.

## 출연
- Nath T. Telang